# Hulsanpes
Hulsanpes là một chi khủng long theropoda, đôi khi được xem là một chi chim nguyên thủy.